# 九里区
九里区（きゅうり-く）は中国江蘇省徐州市に位置していた市轄区。2010年9月18日、九里区は鼓楼区・泉山区・銅山県（同日に銅山区に変更）に分割編入され、消滅した。

## 行政区画
- 街道:龐荘街道、利国街道、桃園街道、三河尖街道、垞城街道、義安街道、張集街道、電廠街道、張双楼街道、九里街道、拾屯街道、蘇山街道、火花街道